# Braggia deserticola
Braggia deserticola är en insektsart som beskrevs av Hille Ris Lambers 1966. Braggia deserticola ingår i släktet Braggia och familjen långrörsbladlöss.

## Underarter
Arten delas in i följande underarter:
- B. d. thanatophila
- B. d. deserticola